# هليلج مأكول
هليلج مأكول (الاسم العلمي:Terminalia edulis) هو نوع نباتي يتبع جنس الهليلج من الفصيلة القمبريطية.